# Ortoleva-King-reactie
De Ortoleva-King-reactie is een methode om actieve methyl- of methyleenverbindingen (1) om te zetten naar een pyridiniumzout (2) met jodium en pyridine (zowel reagens als oplosmiddel):
De reactie is genoemd naar twee wetenschappers, namelijk de Amerikaan Carroll King (Northwestern University, Evanston, Illinois) en de Italiaan Ortoleva. Het was vooral King die het nut van de reactie inzag en vele jaren van onderzoek eraan gewijd heeft (jaren 1940-1950), maar het is Ortoleva die de reactie voor het eerst beschreef op het einde van de 19de eeuw:
Men kan in plaats van actieve methyl- of methyleenverbindingen ook gebruikmaken van primaire alcoholen. Deze worden gereageerd met pyridine en p-tolueensulfonylchloride om de corresponderende pyridiniumchlorides te bekomen. Deze variant staat ook wel bekend als Karrer-reactie (of Karrer-variant).

## Toepassingen
De Ortoleva-King-reactie is een elegante methode die meestal goede tot excellente opbrengsten geeft. Vanuit praktische hoek is de synthese eveneens makkelijk uit te voeren. Het is niet strikt noodzakelijk pyridine te gebruiken gezien andere heterocyclische basen eveneens goede resultaten kunnen geven: chinoline, picoline, isochinoline, nicotinamide, thio-ureum en dimethylsulfoxide staan gerapporteerd in de literatuur. Zo kan men acetofenon (3) omzetten naar fenacylisochinoliniumjodide (5) door het met een equimolaire hoeveelheid jood overnacht te verwarmen in isochinoline (4) als reagens en oplosmiddel (rendement: 95%):
In een tweede voorbeeld ziet men hoe 3-acetylindol (6) wordt omgezet naar het intermediaire isochinoliniumzout 7 met jood en isochinoline (94% rendement), gevolgd door reductie van dit intermediair met lithiumaluminiumhydride en ringsluiting (70% rendement). Dit resulteert in structuur 8, een yohimbine-analoog.